# Caius Largennius

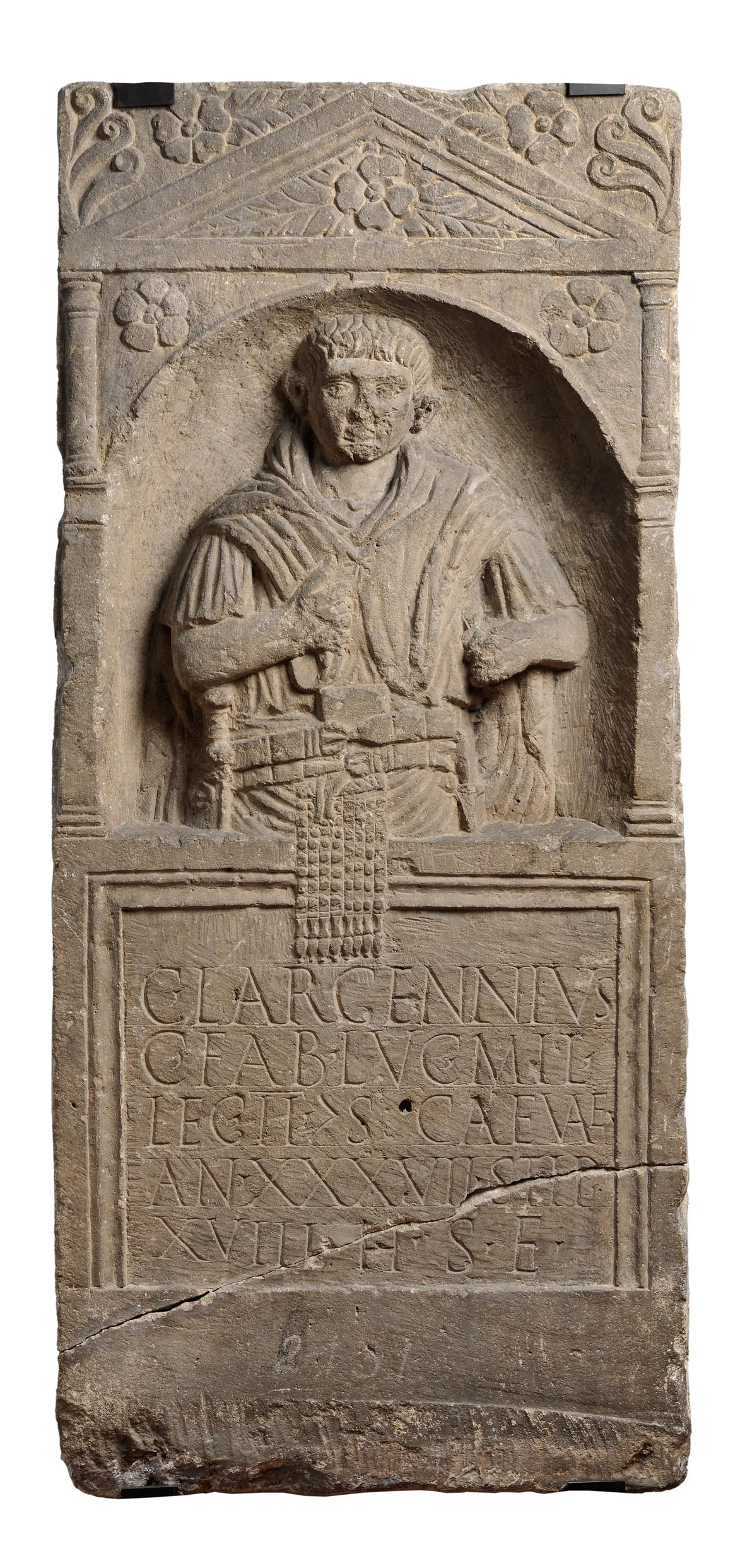
La estela funeraria del legionario Largennius (1er siglo después de J.-C.)

Caius Largennius, muerto alrededor del año 50, fue un legionario romano de la Legión II Augusta. Su estela funeraria fue descubierta en 1878 por el canónigo Alexandre Joseph Straub en el barrio de Koenigshoffen de Estrasburgo. Se conserva en el Museo Arqueológico de Estrasburgo.

## Elementos biográficos
Unido a la tribu romana Fabia, Caius Largennius nació en Lucca; estuvo en la guarnición en Argentoratum donde murió a la edad de 37 años después de 18 años de servicio.
Una plaza lleva su nombre en el barrio de Koenigshoffen, Estrasburgo.

## Estela funeraria
La estela de piedra caliza se encontró en la dirección actual 27–29, route des Romains.
La posición del legionario es segura pero relajada. Mide 150 cm de alto, 67 cm de ancho y21 cm de profundidad.
Según el experto italiano Vittorio Lino Biondi, la cuidada ejecución de la estela y el hecho de que Largennius esté representado con armamento ligero indica que este último no era un soldado de rango sino un mensajero, cuya importancia y confiabilidad habrían sido reconocidas. De hecho, Largennius está representado simplemente con una espada y una daga suspendidas de dos cinturones separados ( Cingulum militare ), mientras que su brazo izquierdo lleva un rollo de pergamino.
La estela lleva la siguiente inscripción en cinco líneas. : « C. LARGENNIUS / C. FAB. LUC.  LUC.  LUC.  LUC.  LUC.  / XVIII H.S.E. » que lee : Caius Largennius Caii Fabia Luca miles legionis II scaevae annorum XXXVII stipendiorum XVIII hic situs est,, es decir, : “ Caius Largennius, hijo de Caius, de la tribu Fabia, originario de la ciudad de Lucca en Italia. Soldado de la Legión II Augusta. Murió a los 37 años después de 18 años de servicio. Aquí está su tumba ».
Una réplica de la estela se encuentra en Estrasburgo, en una plaza inaugurada en 2009 y que lleva el nombre del legionario. Otra réplica se presentó el 24 de marzo de 2017 en Lucca. El regreso del primer lucano conocido ( Il primo Lucchese nel mondo torna a casa ) se celebró con una ceremonia.